# Antonius Ariantho
Antonius Ariantho, född 3 oktober 1973, är en indonesisk idrottare som tog brons i badminton tillsammans med Denny Kantono vid olympiska sommarspelen 1996 i Atlanta.